# Colonia Zaragoza, Baja California
Colonia Zaragoza är en ort i Mexiko.   Den ligger i kommunen Mexicali och delstaten Baja California, i den nordvästra delen av landet, 2 100 km nordväst om huvudstaden Mexico City. Colonia Zaragoza ligger 12 meter över havet och antalet invånare är 237.
Terrängen runt Colonia Zaragoza är mycket platt. Runt Colonia Zaragoza är det glesbefolkat, med 19 invånare per kvadratkilometer. Närmaste större samhälle är Guadalupe Victoria, 11,6 km nordväst om Colonia Zaragoza. Trakten runt Colonia Zaragoza består till största delen av jordbruksmark.